# پانویس (فیلم)
«پانویس» (عبری: הערת שוליים‎) فیلمی در ژانر درام به کارگردانی یوسف سِدَر است که در سال ۲۰۱۱ منتشر شد. از بازیگران آن می‌توان به لیور اشکنازی و آلما زاک اشاره کرد.